# Sanja Iveković
Sanja Iveković  (rođena u Zagrebu, 1949.), hrvatska je umjetnica, dizajnerica i aktivistkinja, jedna od začetnica Nove umjetničke prakse.
Već svojom prvom samostalnom izložbom u Galeriji Studentskog Centra u Zagrebu 1970. godine, kada je izložbeni prostor pretvorila u obojanim cijevima isprepleteni, interaktivni ambijent, opredijelila se za eksperimentalan način rada, suprotan estetskim konvencijama Akademije likovnih umjetnosti u Zagrebu, na kojoj je iste godine diplomirala. Njezin rad karakteriza upotreba raznolikih umjetničkih medija: intervencija u javnom prostoru, videa, performansa, kolaža, participativne umjetnosti, a neke od osnovnih tematskih okosnica su društvene reprezentacije ženskosti, ženska povijest, nasilje nad ženama, odnos suvremenosti i prošlosti, naročito povijesti antifašizma i socijalizma.
Iveković je još od sedamdesetih godina aktivna kako na hrvatskoj i jugoslavenskoj, tako i na međunarodnoj umjetničkoj sceni. Njezin je rad zastupljen u kolekcijama vodećih svjetskih muzeja suvremene umjetnosti, a njene retrospektivne izložbe predstavili su muzeji poput Muzeja moderne umjetnosti u New Yorku. Također je sudjelovala na pet izdanja velike međunarodne izložbe Documenta u Kasselu.

## Životopis
Sanja Iveković diplomirala je na Akademiji likovnih umjetnosti u Zagrebu 1970., a već od 1973. godine je, zajedno s Daliborom Martinisom, postavila temelje na području video umjetnosti u Hrvatskoj. U svome umjetničkom radu Sanja Iveković koristi fotografiju, video, performanse, akcije i prostorne intervencije u urbanom prostoru (izložba Mogućnost za ’71), instalacije, ambijent i sl. U razdoblju od 1972. do 1976. bavila se i grafičkim dizajnom za emisije Televizije Zagreb. Od 1976. Posvetila se isključivo videu i performansu, a veći broj svojih video radova je ostvarila za vrijeme studijskog boravka u Kanadi 1978. i u razdoblju od 1990. do 1993.
Pripada generaciji umjetnika koja se u povijesti hrvatske umjetnosti veže oko pojma nove umjetničke prakse, koja se ostvarivala i oblikovala u duhovnom okrilju u kojem se u umjetnosti težilo aktiviranju vlastite okoline, negiranju ustaljenih estetskih vrijednosti te generacijskom spajanju istomišljenika. Sanja Iveković se u tom duhu formirala kao umjetnica koja je u prvi plan svojeg umjetničkog djelovanja postavila djelovanje umjetnika u svrhu društvenog aktivizma. Na početcima svojeg umjetničkog izražavanja i djelovanja iskoristila je tada novo inaugurirane medije u umjetnosti kao oblike izražavanja i istraživanja, prebacujući naglasak s estetskih kategorija na etička načela. Danas se ubraja među najveće videoumjetnice i performerice s kraja 20. stoljeća, uz Valie Export, Marthu Rosler i Marinu Abramović, a strani je art magazini često vežu i uz Garyja Hilla te Vita Acconcija.

## Područje rada
Sanja Iveković svojim umjetničkim radovima, uglavnom performansima i video radovima, lako i transparentno komunicira s recipijentom, generacijom ondašnje i današnje publike, koristeći jezik medija na način kojim može najupečatljivije prenijeti gestu političkog otpora. 
Tri su glavna područja njenog rada:
- Politički aktivizam
- Feministički aktivizam
- Propitivanje pozicije umjetnika u kontekstu opće povijesti umjetnosti

## Feministička aktivnost
Sanja Iveković je, uz Vlastu Delimar, prva hrvatska umjetnica vezana uz područje feministički motivirane umjetničke prakse. Svi njeni radovi su bliski feminističkoj teoriji i praksi. Sanja Iveković propituje i problematizira položaj žene u našem vremenu i društvu te njen položaj i doživljaj u svijetu medija te utjecaj koji takva idealizacija ima na žene. Ishodište njenih radova je žena, odnosno umjetnica sama, njen vlastiti život i njeno stavljanje te teme u širi kontekst. Nakon pada socijalističkog režima bavila se posljedicama pobjede kapitalizma i tržišne ekonomije na uvjete života, s posebnim osvrtom na žene. Ova je umjetnica svoju feminističku aktivnost moderirala i osnivanjem udruge Elektra – ženskog umjetničkog centra u Zagrebu te angažmanom na Ženskim studijima gdje predaje od 1994. godine.

## Radovi
Radovi Sanje Iveković se mogu podijeliti u dvije grupe:
a) Zajednički projekti s Daliborom Martinisom u kojima se propituju i problematiziraju muško ženski odnosi su Weather in Amsterdam (1975.), Čanoja, Black and White i Noe. Zajednički rad Sanje Iveković i Dalibora Martinisa obilježen je boravkom u Kanadi 1970-ih gdje su svoja iskustva i praksu kojom su se tamo bavili željeli formirati i u socijalističkoj Jugoslaviji: jedinstvenu autonomnu zonu unutar koje bi se promišljala uloga umjetnika, problematizirao njihov položaj unutar umjetničkog i šireg društvenog sustava te umjetnici pozicionirali kao politički subjekti. Važan primjer njihova promišljanja je bilo definiranje ugovora za umjetnike, kojim bi se pravno uredio odnos s institucijama te ostvarila njihova temeljna prava.
b) Samostalni umjetnički performansi i akcije
- Svoj prvi performans Otvorenje, Sanja Iveković je izvela 1976. godine u Galeriji suvremene umjetnosti na svojoj izložbi Dokumenti 1949. – 1976. 
Ideja o performansu rodila se iz treme koju je kao mlada umjetnica imala izlažući neke od svojih prvih radova u toj uglednoj instituciji. Rad je uključivao fotografiranje s posjetiteljima i postavljanje stetoskopa na srce koji je bilježio i producirao otkucaje srca u galerijskom prostoru. 
- Prvi performans koji je uključivao i bilježenje videokamerom Sanja Iveković je izvela u MM centru 1978. godine, a zvao se Inter nos.
Kako sama kaže, u ranim joj je videoperformansima bilo veoma bitno da video snimka kasnije može funkcionirati i kao zasebni rad. Tijekom performansa Inter nos Sanja se nalazila u jednoj prostoriji, a posjetitelji su zasebno ulazili u drugu u kojoj se nalazio video link na kojem je producirana modulirana slika posjetitelja. Reakcija posjetitelja na taj susret sa samim sobom i Sanjom bilježila se kamerom i producirala u trećoj prostoriji kao združena slika koja je djelovala kao hot-line susret između ljubavnika. Upravo taj model Sanja Iveković njeguje u mnogim performansima do danas – susret između umjetnice i publike, interakcija gledatelja i objekta gledanja te direktna akcija u vremenu koja umnogome utječe na sam izgled performansa.

##### Slatko nasilje
- Slatko nasilje  (1974.), prvi video rad Sanje Iveković. Video (crno-bijelo, zvuk, trajanje: 5:56 min.).

Ovim radom je Sanja Iveković interpretirala utjecaj medijske kulture kreirane unutar jake državne doktrine, političkog eksperimenta koji se zbio u Jugoslaviji 1970-ih, definiran kao sklop socijalizma i slobodno-tržišne ekonomije. U želji da ukaže na otkrića i fiktivne kvalitete medijskog realiteta, Iveković je postavila crne zatvorske rešetke pred televizijski monitor na kojem je emitiran ekonomsko propagandni program Radiotelevizije Zagreb. Tom jednostavnom intervencijom Sanja Iveković je vizualno odvojila gledatelja od „slatkog nasilja“ medijskog zavođenja koji se svakodnevno odvijao putem televizijskog programa. Autorica je ovim radom ukazala na snagu medijske slike, njenu ulogu u svakodnevnom životu, utjecaju tema koje se emitiraju putem medija, te u konačnici stvaranju propagandne mitologije koja se skriva ispod površine.

##### Tragedija jedne Venere
- Tragedija jedne Venere (1975–76.) 5/25, srebrni print i list iz časopisa, 44,5 x 59,5 cm.

U radu Tragedija Venere Sanja Iveković istražuje utjecaj života Hollywoodskih zvijezda na obične ljude. Izvela je to na način da je spojila fotografije Marilyn Monroe (koristeći njen lik kao arhetip ženske požude i neodoljivosti, preuzetu iz jednog tiskanog tabloida iz 1975., a koja je objavljena u našem časopisu Duga) s fotografijama na kojima umjetnica pozira kao balerina ili filmska diva. Koristeći bezbroj poza i veliki repertoar uloga i osoba iz modnih magazina, tabloida i oglasa, Sanja Iveković ukazuje i svraća pažnju na razlike u percepcije slave i ugleda na zapadnu, u odnosu na zemlje Istočne Europe. Jednako kao i u radu Dvostruki život, Sanja Iveković, predstavlja fikciju na obje strane, i javnu i privatnu, sugerirajući da oglasi u časopisima i privatne snimke postaju analogne u svijetu pojačane vizualne komunikacije.

##### Dvostruki život
- Dvostruki život  (1975. – 1976.), serija od 64 para slike tiskane kao umjetničina knjiga. Srebrni print/list časopisa i tipografija pisaće mašine: 60,3 x 80 cm.

U radu Dvostruki život Iveković se bavi medijskom reprezentacijom nove jugoslavenske žene. Pojedina slika je sastavljena od dva prikaza, na jednoj strani je fotografija iz umjetničina života u različitim vremenskim razdobljima, do 1953. do 1976., a na drugoj strani su suprotstavljene fotografije fotomodela i manekenki preuzete iz modnih časopisa (Amica, Anna Bella, Brigitte, Duga, Elle, Grazia, Marie Claire i Svijet). Rad se temelji na suprotstavljanju privatnih i javnih slika koje su spajane na temelju sličnosti u pozama, situacijama i lokacijama. Na svakoj od slika autorica je zabilježila izvor iz kojeg je preuzeta fotografija, datum i kontekst u kojem je snimljena pojedina fotografija iz privatnog života. Usporedba i suprotstavljanje tih fotografija ukazuju na „jezovitu“ sličnost i nalikovanje na koje je naišla tijekom pregledavanja svojih privatnih fotografija otkrivši analogiju s fotografijama modnih časopisa.

##### Struktura
- Struktura (1975. – 76./2011.), stopostotni želatinozni srebrni tisak s rukopisnim tekstom umjetnice, 18 x 12,7 cm, ukupna dimenzija: 200 x 150 cm.

Rad Struktura također, kao i većina Ivekovićkinih radova istražuje socio-ideološki utjecaj masovnih medija. Ovaj rad se sastoji od 10 novinskih fotografija žena, različitih dobnih i klasnih skupina, koje su potom umnožene 10 puta i složene u formu rešetke. Svaka od 10 fotografija u prvome redu ima različito napisan naslov ili opis preuzet iz novina. U sljedećim redovima opisi su preraspodijeljeni i dobivene su nove kombinacije slike i opisa, tako da je svaka od 10 fotografija dana u 10 različitih semantičkih konteksta. Ovakvim postupkom autorica je uspjela dekonstruirati standardni format medijskog oglašavanja – slika s tekstom, te tako ukazati na banalnost medijskog jezika koji se koristi u pojednostavljivanju kompleksnosti ženske osobnosti. (Npr. fotografija Anne, Engleske princeze, prikazana je s tekstom “Tražio utjehu u konjskim utrkama i noćnog života", fotografija Patty Hearst s naslovom „Iščekivala svoj magistarski povratak“, fotografija neidentificirane žene s natpisom „Pogubljena u Bubnju 1944.“, fotografija jugoslavenske glumice Bebe Lončar s natpisom „Naučila kako biti fotogenična“ i fotografija Ellen Stewart, utemeljiteljica eksperimentalnog kazališta La MaMa s natpisom „Napokon našla vremena skratiti hlače“.

##### Moj ožiljak. Moj potpis (Djevojke)
- Moj ožiljak. Moj potpis (Djevojke) (1976.), ruž na listu časopisa, 10 1/4 x 9 1/16" (26 x 23 cm).

Iveković je u ovome radu analizira strukture moći i klišeiziranje rodne zastupljenosti. Riječ je o seriji novinskih oglasa u koje je umjetnica intervenirala na način da je na slikovne i tekstualne oglase ostavljala otisak usnica namazanih ružem. Ovom skupinom radova Sanja Iveković daje anti-institucionalnu kritiku svijeta umjetnosti i potrošačke kulture.

##### Papirnate žene
- Papirnate žene (1976. – 1977.), serija od 12 istrgnutih novinskih oglasa, veličina: 30,3 x 21,7 cm.

1976. Sanja Iveković započinje u svojim radovima nasilno mijenjati reklame u namjeri da ukaže na antitezu zavodljivog sjaja visoke mode. Jedan takav rad upravo je Papirnata žena, koji se sastoji od niza otrgnutih oglasa iz modnih časopisa, s prikazanim prelijepim manekenkama, koje su na neki način nagrđene, izbrisane, rastrgane, izrezane na komadiće, izgrebene ili perforirane, tako da svaka slika nosi taktilni dokaz umjetničine intervencije. U ovome radu Iveković, činom intervencije u modne oglase, ukazuje na nasilje koje vreba iza ljepote nuđene u modnim časopisima.

##### Make Up-Make Down
- Make Up—Make Down (1978.), video (kolor, zvuk, trajanje: 5,14 min.)

Poništavanje i demistificiranje klišeiziranih pojmova ljepote učestalo je u umjetničkoj praksi Sanje Iveković i time autorica ukazuje na politiku rodne zastupljenosti u potrošačkom društvu. Tom temom se bavi i u radu Make up-Make Down. U videu autorica izvodi poznatu rutinu šminkanja, neuobičajeno sporim ritmom, pretvarajući običnu radnju u fetišistički ritual. U videu su prikazani dekolte i ruke u krupnom planu dok umjetnica izvodi intimne, senzualne kretnje u procesu šminkanja -  otvaranje i zatvaranje korektora za oči, otvaranje ruža za usne - gore i dolje, igranje s maskarom i prelaženje prstom preko vrha olovke za oči. Lice umjetnice je cijelo vrijeme izvan kadra, svjestan i namjeran čin koji je kritičar Tom Holert povezao s krizom subjektivnosti. Bit rada Make up-Make Down, kao i drugih ranih eksperimenata u video radovima Sanje Iveković, jest nerealno izražena vizija ženstvenosti u društvu -  savršena slika dizajnirana u skladu s trendovima, ikonama i modnom industrijom koja se nudi na stranicama modnih ženskih časopisa i na televiziji.

##### Triangl-Trokut
- Triangl-Trokut (1979.), performans, trajanje: 18 min. (Četiri fotografije s tekstom, veličina: 30,5 x 40,4 cm).

Dana 10. svibnja 1979. Sanja Iveković je sudjelovala u činu političkog prkosa, kada je izvela rad Trokut na balkonu svoga stana u Savskoj ulici, za vrijeme jednog službenih posjeta Josipa Broza Tita Zagrebu. Tijekom svečane povorke, umjetnica je izašla na balkon svoga stana, odjevena u američku T-shirt majicu, koji je gledao na ulicu kojom je polagano napredovala predsjednička povorka automobila. Umjetnica je sjedila na stolcu s čašom viskija Ballantine, cigaretama i s nekoliko stranih knjiga položenih na stoliću. Sanja Iveković je sjela na sjedalicu i počela čitati knjigu Toma Bottomorea Elite i društva, iz 1964., sociološku studiju o snazi odnosa u modernom društvu. Tijekom čitanja je izvodila radnje koje su podsjećale na masturbiranje. Cijeli performans umjetnica je izvela sa spoznajom da je promatraju agenti komunističkih tajnih policija, koji su bili raspoređeni na vrhu hotela Intercontinental preko puta njezinog stana. Ovaj performans je trajao 18 minuta, i završen je kada je policija zazvonila na umjetničina vrata stana i naredila joj da prekine svoje aktivnosti. Sanja Iveković ovim radom nudi kritiku muškog kulta vođe i njegovog sustava političkog nadzora ukazujući na to kako se privatnu seksualnu akciju može interpretirati kao javnu prijetnju totalitarističkoj državi. Također i ovim radom ukazuje na odnos ženskog subjekta i njenog identiteta, spolnog, rodnog i subverzije u odnosu na muški poredak koji se događa svuda oko nas.

##### Čekajući revoluciju (Alisa)
- Čekajući revoluciju (Alisa) (1982.), olovka na papiru, veličina: 29 x 21 cm.

Čekajući revoluciju (Alisa) je serija od sedam skica u kojima djevojčica iz kadra u kadar gleda kako žaba mijenja boju željno iščekujući promjenu. Ovaj rad karakterizira oštra politička satira državnog i patrijarhalnog poretka ali i progovara o načinima pasivnog promatranja vojnog ekshibicionizma: djevojka gleda žabu koja bi trebala pokrenuti revoluciju, događaj jednako vjerojatan kao i bajka.

##### Osobni rezovi
- Osobni rezovi (1982.), video (c/b i u boji, zvuk, trajanje: 3,35 min.

Godine 1982. na jugoslavenskoj nacionalnoj televiziji, na kanalu TV Zagreba, u emisiji 3, 2, 1 - Akcija! predstavljen je video rad Sanje Iveković pod nazivom Osobni rezovi. U ovome radu autorica se postavlja ispred kamere s navučenom prozirnom crnom čarapom preko glave. Koristeći škare ona zarezuje rupe na navučenoj čarapi otkrivajući jedan po jedan dio lica. Svaki rez je popraćen kratkom snimkom preuzetom iz televizijskog programa o povijesti Jugoslavije, korišten nedugo nakon Titove smrti, u 1980. Nizanjem snimki naizmjence s prizorima zarezivanja čarape, Iveković na kraju rada potpuno razotkriva svoje lice. Ovim video radom umjetnica je sugerirala nagomilavanje nacionalne propagande u javnim medijima - masovnih mitinga, javnih istupa maršala Tita i podizanje spomenika, kojima se promiče socijalistički način života te tako dokazuje da su povijesni događaji neodvojivi od osobnih i pojedinačnih. Osobni rezovi je rad osmišljen po uzoru na televizijske dokumentarce, ali formalno i konceptualno potkopava službenu sliku povijesti, odnosno predstavlja povijest kao isprekidani zapis, a ne kao linearnu naraciju. Iveković infiltrira medijski prostor i ometa službenu priču, rekonstruira je, koristeći rez kao lajtmotiv i kao podsjetnik na strategiju montažiranja i prekrojavanja povijesti.

##### Praksa čini majstora
- Praksa čini majstora (1982./2009.), performans, trajanje: 16,38 min.

Sanja Iveković je prvi put izvela rad Praksa čini majstora 1982. u Künstlerhaus Bethanien u Berlinu. Video koji je dokumentirao taj performans prikazuje umjetnicu na pozornici obučenu u crnu večernju haljinu dok joj je glava prekrivena bijelom plastičnom vrećicom. Performans započinje u trenutku kada se njezino tijelo nasilno počinje tresti i ona pada na tlo. Nakon nepokretnog ležanja nekoliko sekundi umjetnica ustaje. Nekoliko sekundi kasnije ona posrne, ponovno padne i neko vrijeme leži na pozornici raširenih nogu. Taj čin ustajanja i padanja umjetnica u svojem radu ponavlja nekoliko puta, dok se za sve vrijeme trajanja reflektor uključuje i isključuje u pravilnom ritmu. Tijekom trajanja performansa u pozadini se čuje senzualna pjesma Marilyn Monroe, iz filma Bus Stop (1956.). Nakon određenog vremena pjesma se postupno usporava dok ženski glas postaje neprepoznatljiv. Rezultat je narušena trešnja oružja i drugih strojeva iz različitih videoigara, koje je umjetnica zabilježila i dodala u video snimku performansa u New Yorku 2009. godine.

##### Gen XX.
- Gen XX. (1997. – 2001.), serija od 6 printeva u boji, veličina: 100 x 70 cm.

Gen XX. je politički provokativan rad koji je utjecao na mlađu generaciju hrvatskih umjetnika i povjesničara umjetnosti. Riječ je o seriji radova predstavljenih u formi reklamnih oglasa preuzetih iz tiskanih medija. Na fotografskim reprodukcijama su portreti ženskih vrhunskih foto-modela s kojih su skinuti komercijalni sadržaji i potpisani imenima i kratkim podacima o smrti antifašističkih narodnih junakinja: Dragica Končar, Nada Dimić, Ljubica Gerovac, sestre Baković, Anka Butorac i Nera Šafarič (u grafičkom izgledu logotipa) Rad je izvorno objavljen u hrvatskim časopisima kao što su Arkzin, Zaposlena, Frakcija, Kontura te Kruh i ruže. Ove žene su bile nacionalne socijalističke junakinje, ali su u postkomunističkom vremenu njihove priče pale u zaborav. Ovakvim kontekstualiziranjem njihova imena i podatka o pogubljenju, Sanja Iveković je problematizirala prešućivano antifašističko naslijeđe odnosno nevidljivost žena, narodnih heroina u povijesti i u svijesti današnjeg društva.

##### Ženska kuća (Sunčane naočale)
- Ženska kuća (Sunčane naočale). (2002. – danas), serija od 16 printeva, veličina: 140 x 100 cm.

Ženska kuća (sunčane naočale) je rad u kojem je naglašen feminističko-politički diskurs, a koji se fokusira na pitanja društvenog nepoštivanje i rodnog nasilja prisutnog u postkomunističkoj Hrvatskoj. Jednako kao i većina radova i ovaj je izveden korištenjem novinskih oglasa, u ovome slučaju onih koji se odnose na dobro poznate marke sunčanih naočala u koje je autorica ubacila kratke tekstove o životnim uvjetima ispaćenih žena. Rad je prvi put predstavljen u obliku plakata i oglasa u časopisima i prikazan, osim u Hrvatskoj u Italiji, Luksemburgu, Nizozemskoj, Poljskoj, Srbiji, Tajlandu i Turskoj, a svaki put autorica je naglasila nejednakosti specifične za zemlju izložbe. 

##### Rohrbach Living Memorial
- Rohrbach Living Memorial (2005.), instalacija s video projekcijom (boja, zvuk, trajanje: 22,22 min.) i fotografski otisak na pleksiglasu, veličina: 15 x 21 cm.

Godine 2005. Sanja Iveković je izvela Rohrbach živi spomenik, rad kojim je promijenila poimanje tipologije spomenika, od trajnog spomenika do privremenog i izvedbenog rada. U suradnji s austrijskom ženskom organizacijom Frauentreffpunkt Iveković je pozvala građane malog grada Rohrbacha da izvedu živi spomenik žrtvama holokausta. Performans se temeljio na fotografiji iz 1940-ih, koja je prikazivala deportiranje Roma i Sinta u koncentracijski logor. Performans je izveden zahvaljujući građanima Rohrbacha, koji su se okupili na javnom gradskom trgu u ranim jutarnjim satima i stajali u tišini do podneva. Ovo tiho razmišljanje o genocidu iz perspektive žrtava je dokumentirano u video radu i knjizi intervjua sa sudionicima performansa koji su dali svoje izjave o razlozima sudjelovanja u projektu. Rad  Rohrbach Living Memorial značajan je jer se na jedinstven način suprotstavlja neponovljivoj prošlosti kroz proces aktivne komemoracije, a ne memorializacije.  

##### Rosa Luxemburg
- Rosa Luxemburg (1998.)

Lady Rosa Luxemburg je najupečatljiviji javni umjetnički projekt Sanje Iveković. Tim radom Iveković propituje svrhu i ulogu javnog spomenika otvarajući pitanje konvencije društvenog sjećanja i pravde za žene. Rad predstavlja studiju o tradiciji spomeničke memorije i konvencija vezanih uz njihove oblike. Dokumentacija o podizanju ovoga spomenika, javno mnijenje i kontroverze uz njegovo postavljanje postala je dio značenja ovoga spomenika.
Godine 1998. Umjetnica je pozvana na sudjelovanje u Manifesti i Bijenalu suvremene umjetnosti u Luksemburgu. Za svoje sudjelovanje predložila je građansku intervenciju, pod nazivom Trudna memorija, koja je pretpostavljala uklanjanje pozlaćenog, neoklasičnog kipa Nike (alegorijskog ženskog lika pobjede), ratni spomenik poznat i kao Gëlle Fra (Zlatna dama). Skulptura žene bila predviđena za uklanjanje s vrha obeliska na Ustavnom trgu, u središtu glavnog grada, i postavljena na mjestu skloništa za zlostavljane žene. Tada je prijedlog Sanje Iveković bio smatran previše kontroverznim i ostao je neostvaren. Tri godine kasnije umjetnica je pozvana da realizira svoj prvotni prijedlog kao dio izložbe u organizaciji Casino Luksemburg i Musée d'Histoire de la Ville de Luksemburg. Tada je stvorena Lady Rosa Luksemburgu, replika Gëlle Fra u prirodnoj veličini. Skulptura je postavljena blizu izvornika, s tri intervencije: novi spomenik je posvećen marksističkoj filozofkinji i aktivistici Rosi Luxemburg, koji je pogubljena 1919. u Njemačkoj zbog svojih političkih ideja; prvotna Nika je pretvorena u trudnicu; originalna komemorativna ploča u čast muškog junaštva je zamijenjena s tekstovima na francuskom, njemačkom, i engleskom jeziku: "LA RÉSISTANCE, LA JUSTICE, LA LIBERTÉ, L’INDÉPENDENCE"  (otpor, pravda, sloboda, nezavisnost) "KITSCH, KULTUR, KAPITAL, KUNST" (kič, kultura, kapital, umjetnost) i "WHORE, BITCH, MADONNA, VIRGIN.” (kurva, dr0lja, madona, djevica).  Sanja Iveković je ovaj rad realizirala i osmislila temeljeći ga na istraživanjima o povijesti pokreta otpora u Luxemburgu tijekom drugog svjetskog rata. Premda su žene odigrale značajnu ulogu njihova je borba ostala izvan službene povijesti, te su one zastupljene samo kao simboličke nositeljice nacionalne povijesti, kao idealizirane i alegorijske figure, kao što je Nika. Sanja Iveković je ovim radom vratila ženski lik na njeno zasluženo povijesno mjesto. Projekt Lady Rosa Luksemburg izazvao je žestoke rasprave u novinskim člancima, u televizijskim emisijama, te Internetskim diskusijama.

##### Turkish Report '09.
- Turkish Report '09. (2009.)

Rad je izveden kao akcija razbacanih zgužvanih papira jarkocrvene boje, po podu galerije, na kojima je tiskan izvještaj 27 nevladinih organizacija o aktualnom statusu žena u Turskoj.

##### Ona prava (Biseri revolucije)
- Ona prava (Biseri revolucije) (2010.), 10 printeva, veličina: 112 x 112 cm.

2010. Sanja Iveković je kreirala rad za koji je upotrijebila seriju od 10 fotografija fotografkinje Sandre Vitaljić i sociologinje i aktivistkinje Jane Šarinić. Na svakoj od tih fotografija Jana Šarinić gleda u kameru, a njezino lijevo oko je pokriveno arhivskim fotografijama dviju jugoslavenskih partizanki, prikazane u položaju salutiranja. Jana Šarinić,  također, na fotografiji čini gestu rukom, istovjetnu salutiranju, u kojoj drži niz bisera. Ova pozva je izvedena s željom da gledatelja navede na razmišljanje o razlikama između prikazanih gesti, kako bi se utvrdilo koja je "prava." Sanja Iveković je ovim radom još jednom ukazala na svoju kritiku slike potrošačkog kapitalističkog društva i kolektivnog zaborava.
Ostali umjetnički performansi, akcije i radovi Sanje Iveković su: Instrukcije br. 1 (1976.), Tragedija jedne venere, Tražim mamin broj, Town Crier (1979.), Romeo is Julia, Borovi i jele (2003.), Frozen Images, Travel Until the End of Thought (1994.), Opća opasnost (1982.), Opća uzbuna (Sapunica) (1995.), Nada Dimić.